# Acacia eburnea
Acacia eburnea es un arbusto o árbol perenne, que crece a más de 12 m de altura Es difícil separarla de Acacia nilotica subsp. adstringens sin ver las vainas de semillas. A. eburnea no está listada como especie amenazada. Es nativa de África y se la halla en Asia, Australia, Europa, India y áreas del océano Índico.
Nombres comunes para el árbol son espina dulce, casia, piquants blancs, Cassie piquants blancs, cockspur horn, deo-babool, doorn boom, kaludai, karroo thorn, kikar, mormati, pahari kikar, pahari kikar, udai vel.

## Usos
A. eburnea se usa en productos químicos, forraje, usos domésticos, manejo ambiental, fibra, aliemnto, bebida, lana.

### Alimento
Una goma comestible supura de fracturas en la corteza del árbol. 
La goma se usa para manufactura de golosinas. 
En áreas secas, su presencia es un signo de agua, tanto arriba como en el subsuelo.

### Fibra
Cuerdas duras se hacen de los pelos internos del tronco.

### Forraje y pienso
Es especialmente útil como forraje y pienso de animales domésticos y salvajes. Aparentemente, no hay riesgo de veneno en él. Se ha visto que A. eburnea es muy apetecido por las cabras. 
Es muy buena como recurso para abejas. Su miel tiene buen gusto.

### Madera
Acacia eburnea es una excelente fuente de leña y de carbón.

## Taxonomía
Acacia eburnea fue descrita por (L.f.) Willd. y publicado en Species Plantarum. Editio quarta 4(2): 1081. 1806.
Etimología
Ver: Acacia: Etimología
eburnea: epíteto latino que significa "como el marfil".
Sinonimia
- Acacia campbellii Arn.
- Acacia minutifolia Ragup.
- Acacia pseudowightii Thoth.
- Acacia roxburghii Wight & Arn.
- Mimosa eburnea L. f.[8]